# Igor Vetokele
Igor Vetokele (* 23. März 1992 in Ostende) ist ein belgisch-angolanischer Fußballspieler.

## Karriere

### Erste Stationen
Igor Vetokele gab sein Profidebüt am 17. September 2011 beim 0:0 seines Vereins Cercle Brügge gegen Lierse SK. Insgesamt gelangten ihm im Verlauf der ersten belgischen Division in der Saison 2011/12 in 34 Ligaspielen acht Treffer. Nach vier Spielen und einem Tor in der Saison 2012/13 wechselte der 20-jährige Angreifer am 20. August 2012 zum FC Kopenhagen. Mit dem dänischen Erstligisten gewann Vetokele (15 Ligaspiele / 3 Tore) die Meisterschaft in der dänischen Superliga 2012/13 und spielte zudem in der UEFA Europa League 2012/13. Vetokele kam in zwei Partien zum Einsatz und erzielte im letzten Gruppenspiel gegen Steaua Bukarest seinen ersten Treffer im Europapokal. Der FC Kopenhagen schied in der Gruppe E letztendlich als Tabellendritter hinter Steaua Bukarest und dem VfB Stuttgart aus. In der Saison 2013/14 konnte er seine persönlichen Leistungen deutlich steigern und sich mit dreizehn Treffern als viertbester Torschütze der Liga auszeichnen. Sein Verein verpasste jedoch als Tabellenzweiter hinter Aalborg BK die Verteidigung des Meistertitels. Erstmals zum Einsatz kam Igor Vetokele zudem in der UEFA Champions League 2013/14 im Gruppenspiel bei Galatasaray Istanbul. Seine zweite und letzte Partie bestritt er beim 0:2 gegen Real Madrid. Kopenhagen schied als Tabellenletzter der Gruppe B mit nur vier Punkten aus sechs Spielen vorzeitig aus.

### Charlton Athletic
Am 24. Juni 2014 gab der englische Zweitligist Charlton Athletic die Verpflichtung von Igor Vetokele bekannt. In der Football League Championship 2014/15 konnte der 22-jährige Stürmer schnell auf sich aufmerksam machen, indem er in den ersten fünf Ligaspielen fünf Tore erzielen konnte. Als Auszeichnung für seine guten Leistungen wurde er zum Spieler des Monats August 2014 der zweiten Liga gewählt. Im Sommer 2016 wurde er für ein halbes Jahr an den SV Zulte Waregem verliehen und ab Januar 2017 für 18 Monate an VV St. Truiden.

### Belgische Vereine
Da der Vertrag von Vetokele zum Ende der Saison ablief, war der Spieler frei. Ab der Saison 2019/20 wechselt er zum belgischen Zweitdivisionär KVC Westerlo. Zu Beginn der ersten Saison war Vetokele bis Anfang Oktober 2019 verletzt und verpasste die ersten zehn Ligaspiele. Entsprechend bestritt er in dieser Saison 18 von 28 möglichen Ligaspiele, in denen er vier Tore schoss, sowie ein Pokalspiel. In der nächsten Saison waren es 26 von 28 möglichen Ligaspielen mit neun Toren und wiederum ein Pokalspiel.
In der Saison 2021/22 stand er bei 16 von 28 möglichen Ligaspielen mit einem Tor und zwei Pokalspielen auf dem Platz. Die Saison endete mit dem Aufstieg des KVC Westerlo in die Division 1A. Dort bestritt er in der Saison 2022/23 27 von 40 möglichen Ligaspielen, in denen er fünf Tore schoss, und ein Pokalspiel.
Da er zur Saison 2023/24 wieder ohne Vertrag gewesen wäre, unterschrieb  er bereits Mitte Juni 2023 einen Vertrag zur neuen Saison beim Zweitligisten Lommel SK mit einer Laufzeit von drei Jahren.

## Erfolge
- Dänischer Meister: 2012/13 (FC Kopenhagen)